# Genetică medicală

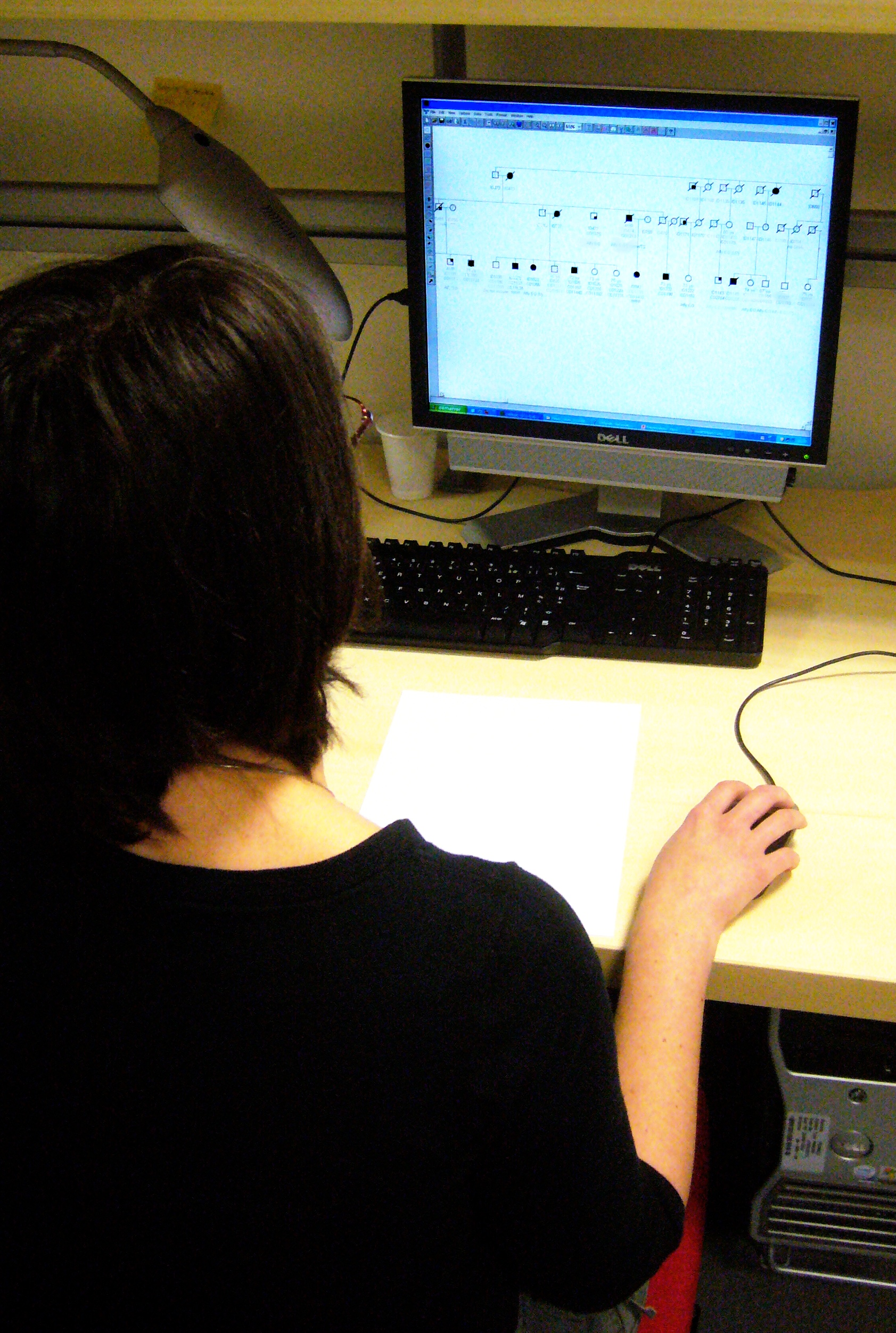
Genetică medicală

Genetica medicală este specialitatea care vizează:
- depistarea, diagnosticarea, tratarea și recuperarea pacienților cu afecțiuni genetice și a celor cu anomalii congenitale;
- estimarea riscului de recurență a bolilor genetice în familiile pacienților și acordarea unui sfat genetic corect și competent.